# Publius Valerius Publicola (consul en -475)
Pour les articles homonymes, voir Valerius Publicola.
Publius Valerius Publicola ou Poplicola est un homme politique romain du Ve siècle av. J.-C., consul en 475 et 460 av. J.-C.

## Famille
Son cognomen signifie « ami du peuple » et a été attribué pour la première fois à son père Publius Valerius Publicola,, consul en 509 av. J.-C.

## Biographie

### Premier consulat
Il est élu consul en 475 av. J.-C. avec Caius Nautius Rutilus,,. Les Véiens et les Sabins déclarent une nouvelle fois la guerre à la République romaine. Publicola est envoyé à la tête d'une armée romaine affronter la coalition étrusco-sabine avec sous ses ordres en tant que légat Spurius Servilius Priscus Structus, consul l'année précédente. Son armée est renforcée par des troupes auxiliaires fournies par les Latins et les Herniques, alliés de Rome,.
Il attaque aussitôt le camp des Sabins, établi devant les murs de Véies. L'assaut prend par surprise les Sabins et bientôt la bataille s'étend jusque dans la ville de Véies. Alors que les Sabins et les Étrusques se reprennent, le consul fait charger la cavalerie qui enfonce et met en déroute l'ennemi. Selon Tite-Live, « à la même heure, furent vaincues deux armées et deux nations les plus puissantes et les plus grandes des nations voisines de Rome ». Publicola reçoit du Sénat l'honneur de célébrer un triomphe pour sa victoire.
Tandis que Publicola défait deux des ennemis de Rome aux portes de Véies, les Volsques et les Èques ravagent les territoires des alliés de Rome. Les Latins, soutenus par les Herniques, repoussent les pillards et récupèrent le butin, sans l'aide romaine. Le Sénat romain décide d'envoyer Nautius Rutilus à la tête d'une armée contre les Volsques pour éviter, selon Tite-Live, que les alliés ne fassent la guerre sans troupes ni général romain. Les Romains ne peuvent livrer bataille contre les Volsques qui fuient le combat.
Durant leur mandat, les tribuns de la plèbe Lucius Caedicius et Titus Statius accusent Spurius Servilius Priscus Structus, consul de l'année précédente, d'avoir mal géré la campagne contre les Étrusques qui s'étaient rassemblés sur le Janicule. Structus échappe à la condamnation grâce à l'aide de son ancien collègue, Aulus Verginius Tricostus Rutilus,.

### Interrègne
En 463 av. J.-C., les deux consuls élus meurent lors d'une épidémie de peste laissant vacant le consulat. Une série d'interrois est nommée avec pour missions de réunir les comices centuriates et d'organiser de nouvelles élections consulaires, et ce durant les cinq jours de leur mandat. Si l'élection n'est pas menée à terme, l'interroi doit nommer un successeur. Publicola est le dernier interroi de cette série et mène les élections à terme le troisième jour de son mandat avec Lucius Lucretius Tricipitinus et Titus Veturius Geminus Cicurinus élus pour l'année 462 av. J.-C.,

### Deuxième consulat
Il est élu consul pour la deuxième fois en 460 av. J.-C., avec Caius Claudius Sabinus Regillensis pour collègue,,. Le calme est revenu dans la ville après les débats virulents autour de la promulgation de la Lex Terentilia qui aurait imposé la mise par écrit des droits des consuls, ce qui limiteraient l’arbitraire des décisions des consuls qui interprètent à leur gré la loi orale.
Mais une nouvelle menace éclate avec le soulèvement d'une armée d'esclaves et d'exilés, menée par le Sabin Appius Herdonius. Les révoltés s'emparent du Capitole et de la citadelle de Rome, sur l'Arx. Les consuls arment en partie le peuple, n'osant pas former une armée trop importante dans Rome même. Mais les tribuns de la plèbe Aulus Verginius et Marcus Volscius Fictor accusent les patriciens, donc le Sénat romain et les consuls, d'être à l'origine de cette prise du Capitole, pour détourner le peuple de la Lex Terentilia, et convainquent le peuple de déposer les armes et d'abandonner leurs postes devant cette menace imaginaire.
Le consul Publicola vient au devant du peuple et, profitant de la popularité que lui confère son nom, accuse les tribuns de la plèbe de jouer le jeu des ennemis. Il conjure le peuple de délivrer le Capitole, le sanctuaire des dieux, souillé par la présence d'une armée d'esclaves et d'exilés. La loi n'est pas votée, mais le peuple ne tente pas non plus de reprendre le Capitole. Les consuls forment une armée, renforcée par un détachement de Tusculum qui cherche à s'attirer la faveur de Rome. Publicola promet au peuple de ne pas s'opposer à l'organisation du vote de la loi dès que le Capitole sera repris.
Citoyens romains et alliés reprennent de force le Capitole et Publicola est tué durant l'assaut. Selon la tradition, lors de ses funérailles, chaque plébéien dépose un quart d'as devant la maison du défunt consul. Les tribuns de la plèbe pressent le Sénat romain et le consul restant de respecter la promesse faite, mais on organise des élections consulaires et Lucius Quinctius Cincinnatus, farouche opposant à la plèbe, est élu comme consul suffect en décembre,.